# Satzung von Alsnö
Die Satzung von Alsnö (schwed. Alsnö stadga) ist eine vom schwedischen König Magnus Birgersson in den 1280er Jahren auf dem Königshof Alsnö hus (auf der Insel Adelsön im Mälaren gelegen) ausgefertigte Satzung. Das Originaldokument ist verloren gegangen, doch gibt es mehrere Abschriften. Die Abschriften nennen das Jahr 1285 als Ausfertigungsdatum, doch meint die neuere Geschichtsforschung, dass die Satzung vor 1281, wahrscheinlich auf dem Herrentag von 1280, erlassen wurde.
Die Satzung ist eines der in der schwedischen Geschichtsforschung am meisten diskutierten Dokumente des Mittelalters. In der Satzung werden gewisse Gruppen – nämlich Bischöfe, Ritter, Knappen sowie königliche Dienstmänner – von königlichem Rechtsanspruch (in den meisten Interpretationen bezogen auf Steuern und Strafen) befreit. Darüber hinaus werden auch Männer genannt, die dem König mit Streitpferden dienen, doch sind sich hier die Historiker nicht einig, ob auch sie von den königlichen Privilegien voll erfasst wurden.
Durch diese Satzung entstand eine privilegierte Schicht, auf Schwedisch frälse genannt, die dem europäischen Adel gleichzusetzen ist. Im Gegensatz zur Zeit davor umfasste diese Schicht nicht nur die Geschlechter der ehemaligen Stammeshäuptlinge bzw. Großbauern, sondern auch königliche Dienstmänner und Gefolgschaft, die nach feudalem Prinzip durch einen Treueeid an den König gebunden waren. 